# Someday (single)
"Someday" er en sang af indie rockbandet The Strokes, og den tredje single fra albummet Is This It.
| Musik | Spire Denne musikartikel er en spire som bør udbygges. Du er velkommen til at hjælpe Wikipedia ved at udvide den. |